# ニューメキシコ準州

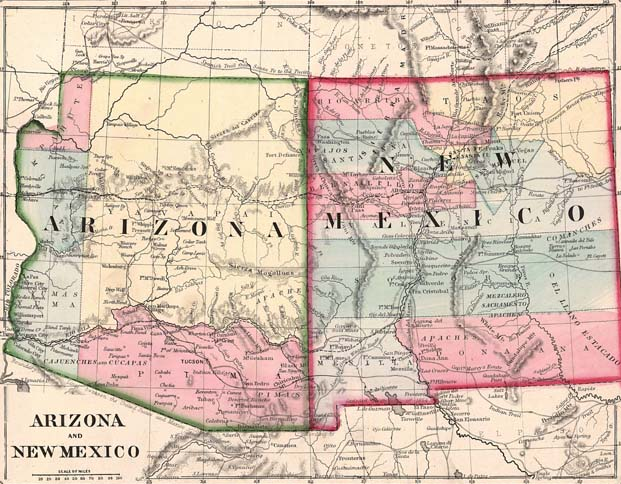
ニューメキシコ準州とアリゾナ準州の地図

ニューメキシコ準州（ニューメキシコじゅんしゅう、New Mexico Territory）は、1850年9月9日に、アメリカ合衆国の自治的領域 (organized territory) になった。ニューメキシコが1912年1月6日に47番目の州になるまで存在した。
ニューメキシコの西部は、1848年のグアダルーペ・イダルゴ条約に由来し、ニューメキシコ東部の残り（リオ・グランデ川から現在のニューメキシコとテキサスの境界まで）は1850年協定の結果として加えられた。1853年のガズデン購入で、現在のアリゾナとニューメキシコの最南部の小さいエリアがニューメキシコ準州に追加された。
元来の1850年のニューメキシコ準州に含まれた土地は、現在のアリゾナ州の大部分（サンタアナ郡として知られる）、コロラド州のごく一部、ネバダ州の北緯36° 30'の南を加えた現在の州の西部である。
テキサスの割譲とガズデン購入は、領土を大きく広げたが、1861年2月28日のコロラド準州と1863年2月24日のアリゾナ準州（109番目の子午線の西）の創立で、ニューメキシコは現在の境界線まで縮小した。
南北戦争の間、ニューメキシコとアリゾナは、カリフォルニア州までの重要なルートとして係争地域であった。これは、ガズデン購入によって移住した開拓者たちが喜んでアメリカ連合国へ加入の意志を示すという結果をもたらした。「西部のゲティスバーグ」と呼ばれるグロリエタの戦いでは、合衆国軍に大部分の土地を与える結果となった。当時のアメリカ連合国アリゾナ準州は、現在のアリゾナの地に初めて具体的に名前のついた地域となった。